# Arkadij Anisimow
Arkadij F. Anisimow (ros.) Аркадий Фёдорович Анисимов (1910–1968) – rosyjski (radziecki) etnograf, historyk kultury, religioznawstwa, badacz kultury ludów syberyjskich.
Zajmował się genezą wierzeń religijnych (animizm, totemizm, szamanizm), teorią i historią mitologii, periodyzacją dziejów wczesnych form wierzeniowych. W 1971 ukazał się wybór pism Anisimowa Wierzenia ludów północy.